# Dinar bośniacki
Dinar bośniacki (serb.-chorw. Bosanskohercegovački dinar / Босанскохерцеговачки динар) – jednostka monetarna używana na terenie Republiki Bośni i Hercegowiny (później Bośni i Hercegowiny) w latach 1992–1998; w 1992 zastąpiła dinara jugosłowiańsiego; w 1998 została zastąpiona przez markę zamienną.

## Historia
W 1992 r. Republika Bośni i Hercegowiny proklamowała niepodległość. Wiązało się to z zerwaniem dotychczasowej polityki monetarnej kontrolowanej przez Narodowy Bank Jugosławii. W tym samym roku Narodowy Bank Bośni i Hercegowiny (powstały z sarajewskiego oddziału banku Jugosławii) wprowadził do obiegu nową jednostkę monetarną – dinar bośniacki. Miała być to waluta przejściowa między dinarem jugosłowiańskim a późniejszym, w pełni narodowym środkiem pieniężnym, którym w 1998 r., za sprawą Banku Centralnego Bośni i Hercegowiny, stała się marka zamienna.